# سیارک ۸۳۱۹
سیارک ۸۳۱۹ (به انگلیسی: 8319 Antiphanes، نامگذاری:3365T-2) هشت هزار و سیصد و نوزدهمین سیارک کشف شده‌است که در ۲۵ سپتامبر ۱۹۷۳ کشف شد.
قدر مطلق سیارک برابر ۱۳٫۹۰ است.